# Pfarrkirche St. Kathrein am Offenegg

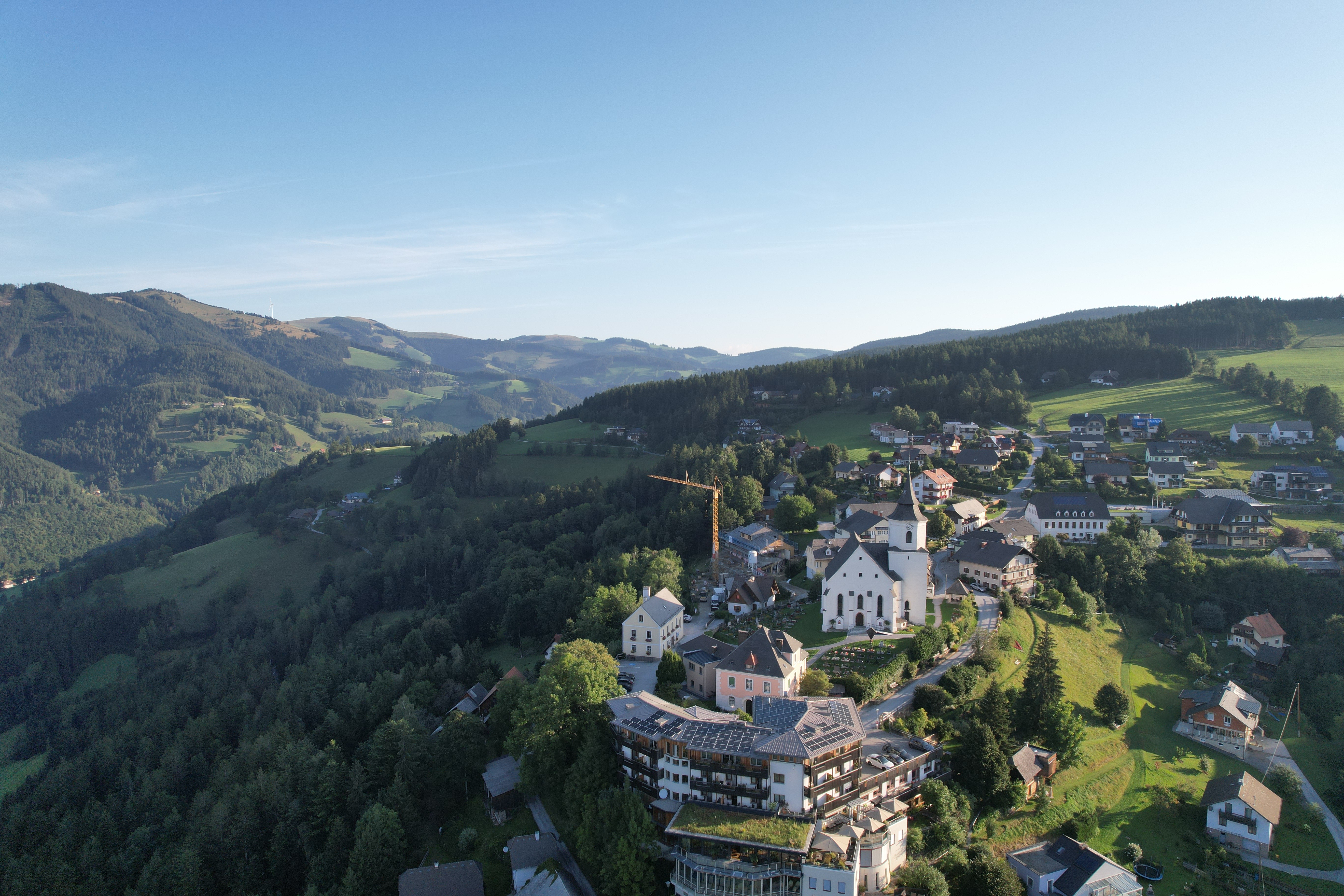
Katholische Pfarrkirche hl. Katharina in St. Kathrein am Offenegg

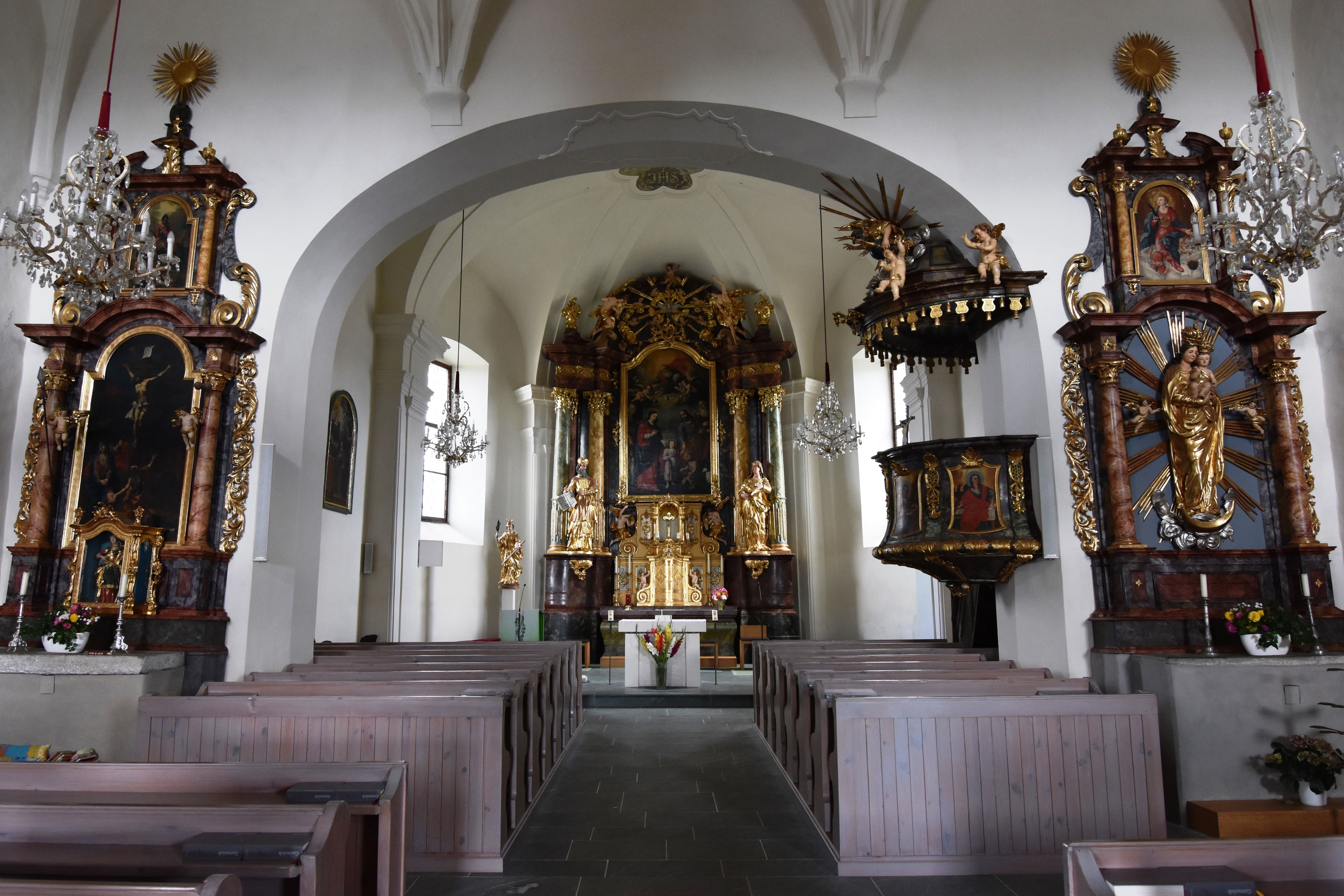
Langhaus, Blick zum Chor

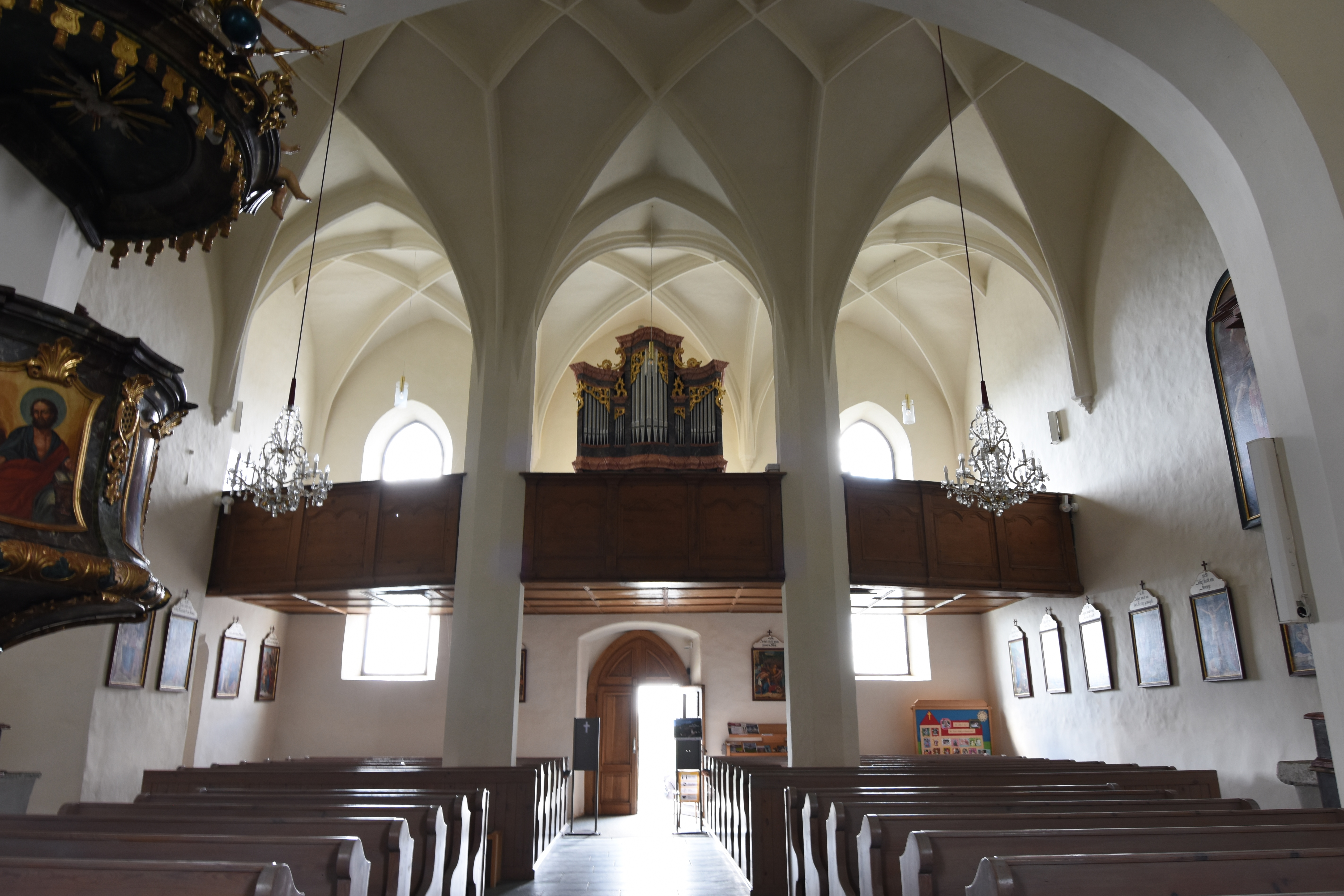
Langhaus, Blick zur Orgel

Die römisch-katholische Pfarrkirche St. Kathrein am Offenegg steht in exponierter Lage in der Ortschaft der Gemeinde Sankt Kathrein am Offenegg im Bezirk Weiz in der Steiermark. Die dem Patrozinium der Heiligen Katharina von Alexandrien unterstellte Pfarrkirche gehört zur Region Oststeiermark (Dekanat Weiz) in der Diözese Graz-Seckau. Die Kirche und der Friedhof stehen unter Denkmalschutz (Listeneintrag).

## Geschichte
Urkundlich wurde 1295 eine Kirche genannt. Die Pfarre wurde 1640 gegründet.

## Architektur
Der Kirchenbau ist von einem Friedhof umgeben.
Der erste Kirchenbau hatte ein einschiffiges Langhaus und einen wehrhaften, nach Osten orientierten rechteckigen Chorturm. Die äußeren Umrisse des vermauerten frühgotischen Westportales sind noch erkennbar. In der Mitte des 15. Jahrhunderts wurde die Südwand des Langhauses abgebrochen und durch zwei Achteckpfeiler ersetzt und mit dem Einziehen eines seitlich auf Wanddiensten ruhenden Zweiparallelrippengewölbes eine zweischiffige dreijochige Halle gebildet. Gleichzeitig wurden die abgetreppten Strebepfeiler errichtet und das Treppentürmchen neben dem Chorturm angebaut.
Im Jahr 1742 erfolgte eine Umorientierung des Kirchenbaus nach Norden, dafür wurde die nördliche Langhauswand geöffnet und ein längsrechteckiger einjochiger Chor mit einem Halbkreisschluss und östlich davon eine Sakristei angebaut. Der Eingang in das nun dreischiffige zweijochige Langhaus erfolgt durch das kleine spätgotische Südportal. Der Turm erhielt ein achtseitiges Glockengeschoß, der ehemalige Chorraum wurde zur tonnengewölbten Seitenkapelle.

## Einrichtung
Der Hochaltar zeigt das aus der Grazer Karmelitinnenkirche hierher übertragene Bild Heilige Familie aus dem Ende des 17. Jahrhunderts sowie Figuren von Johann Piringer 1767. Die zwei Seitenaltäre entstanden um 1700, der linke Seitenaltar trägt die Figur hl. Katharina aus dem dritten Viertel des 18. Jahrhunderts. Die Kanzel entstand um 1740.
Der Chorkapellenaltar trägt einen Geißelchristus und Maria und zeigt illusionistische Malerei mit der Darstellung des hl. Pankratius an der Rückwand. Es gibt eine Holzfigur des Auferstandenen von Johann Baptist Fischer 1687. Es gibt Bilder der Heiligen Maria und Barbara aus der zweiten Hälfte des 17. Jahrhunderts.
Die Orgel entstand im dritten Viertel des 18. Jahrhunderts. Ein neues Orgelwerk bauten die Gebrüder Hopferwieser 1927.